# Otto Coester (Grafiker)
Otto Coester (* 3. April 1902 in Rödinghausen, Westfalen; † 17. August 1990 in Wilhelmsdorf) war Bildhauer, Grafiker und Professor für freie Grafik an der Kunstakademie Düsseldorf.

## Leben und Werk
Coester studierte Innenarchitektur an der Kunstgewerbeschule in Barmen und Kunstgeschichte an der Universität Köln. Nach einem Aufenthalt in München 1922, ging er 1926 für einen Arbeitsaufenthalt zunächst nach Paris, dann nach Österreich und in die Tschechoslowakei. Ab 1927 entstehen Serien von Illustrationen zur Literatur, unter anderen zur Erstausgabe von Franz Kafkas Die Verwandlung.
1934 wurde Coester Dozent an der Kunstakademie Düsseldorf, an der er 1938 zum Professor für Freie künstlerische Grafik berufen wurde und bis 1967 lehrte. Nach ersten Kontakten im Jahr 1934 begann im Juli 1936 der intensive Briefwechsel mit Alfred Kubin, der 1949 abbrach.
1937 wurden im Rahmen der deutschlandweiten konzertierten Aktion „Entartete Kunst“ acht Arbeiten Coesters, die nicht dem nazistischen Kunstkanon entsprachen, aus öffentliche Museen und Sammlungen beschlagnahmt. Coester blieb jedoch weiter Mitglied der Reichskammer der bildenden Künste. Er war in der Zeit des Nationalsozialismus auf mindestens 36 Gruppenausstellungen vertreten, u. a. 1937, 1938, 1939, 1943 und 1944 mit insgesamt 10 Bildern auf der Großen Deutschen Kunstausstellung in München. Dabei erwarb Hitler 1938 für 2200 RM die Radierung Vor Kaiserwerth und 1944 Theo Memmel die Radierung Gärten in Chaudron.
Coester nahm als Soldat der Wehrmacht am Zweiten Weltkrieg teil und war lange Zeit verwundet im Lazarett.
1946 wurde Coester von der britischen Militärregierung als Stadtverordneter von Düsseldorf eingesetzt. 1948 nahm er an der Biennale in Venedig teil. 1954 bis 1964 war er stellvertretender Direktor der Kunstakademie Düsseldorf. Im Jahr 1959 war Otto Coester Teilnehmer der documenta II in Kassel. 1967 wurde ihm der Cornelius-Preis der Stadt Düsseldorf verliehen. In dem Jahr zog er sich zudem ganz nach Wilhelmsdorf bei Ravensburg zurück.
Ein Teil seines schriftlichen Nachlasses befindet sich im Deutschen Kunstarchiv im Germanischen Nationalmuseum in Nürnberg.

## Werk
Coesters grafische Arbeiten der 1930er Jahre sind vom romantischen Realismus geprägt und wandelten sich nach dem Zweiten Weltkrieg hin zu einer surrealistischen Phantastik, die menschliche Figuren als Traumgestalten in „suggestiver Atmosphäre“ zeigen.
Er war Ende der 1920er Jahre mit seiner Schwester Elisabeth Coester an der Neugestaltung des Innenraums der Universitätskirche Marburg beteiligt.

## 1937 als „entartet“ aus öffentliche Museen und Sammlungen beschlagnahmte Werke
- Bettler (Druckgrafik; Städtisches Museum Hagen; zerstört)
- Ruth und Boas (1929, Radierung, 27,3 × 10 cm, WV Borchers R 16; Städtisches Gustav-Lübcke-Museum Hamm; zerstört)
- Bettlerballade; Zum Lied der glücklichen Armen (1930/1939, Radierung, 12 × 9,9 cm, WV Borchers R 30; Städtisches Gustav-Lübcke-Museum Hamm; zerstört)
- Stillleben (Öl auf Leinwand, 33 × 41 cm; Bayerische Staatsgemäldesammlungen München; 1939 über den Kunsthändler Karl Buchholz an den Sammler Emanuel Fohn; weiterer Verbleib ungeklärt)
- Gärtnerei (Öl auf Leinwand, 31 × 38,5 cm; Bayerische Staatsgemäldesammlungen München; Verbleib ungeklärt)
- Vogeljagd (Radierung und Aquatinta, 23,8 × 28,7 cm; Staatliche Graphische Sammlung München; 1941 zur „Verwertung“ auf dem Kunstmarkt an den Kunsthändler Hildebrand Gurlitt; Verbleib ungeklärt)
- Mährisches Dorf (Druckgrafik; Städtische Bildergalerie Wuppertal-Elberfeld; zerstört)
- Landschaft (Tafelbild; Museum für Kunst und Kunstgewerbe Stettin; Verbleib ungeklärt)

## Schüler
Coester war von 1934 bis 1967 Lehrer für Druckgrafik an der Düsseldorfer Kunstakademie und so einflussreich für viele hundert Studenten, die seine didaktischen Ausführungen und ästhetischen Vorstellungen als Künstler-Lehrer aufnahmen, um fortan als seine Schüler in der Kunstpraxis, Kunstvermittlung und Kunstgeschichte des 20. Jahrhunderts eine tragende Rolle zu spielen:
- Hanns Armborst, Objektkünstler und Zeichner
- Ursula Arndt, Jugendbuch-Illustratorin und Graphikerin
- Johannes Birkhölzer, Maler und Graphiker
- KP Brehmer, Maler, Grakiker und Filmemacher
- Heinz Edelmann, freier Graphiker
- Annemarie Erbslöh, Künstlerin, Ehefrau des Bildhauers Elmar Hillebrand
- Christine Fausel, Unternehmerin, Malerin
- Clemens Fischer, Professor an der Akademie der Bildenden Künste in Nürnberg
- Karl Heinrich Greune, Maler, Grafiker und Professor für Malerei an der Hochschule für Kunst und Musik Bremen
- Rüdiger Hempel, Kunsterzieher
- Almuth Hickl, Professorin an der Fachhochschule Düsseldorf (Fachbereich Sozialpädagogik)
- Klaus Kammerichs, Bildhauer, Filmemacher und Fotograf
- Gunther Keusen, Maler, Grafiker, Fotograf und Hochschullehrer
- Herma Körding, Malerin, Zeichnerin
- Hans-Georg Lenzen, Professor für Gestaltung, Autor von Kinderbüchern, Illustrator und Übersetzer
- Leo Leonhard, Maler und Graphiker
- Heinz Mack, Bildhauer, Maler und Mitbegründer der ZERO-Gruppe
- Hans Ostendorf, Professor an der Pädagogischen Hochschule in Neuss
- Erich Radscheit, Maler und Grafiker
- Detlef Rüscher, Professor für Gestaltungslehre an der Fachhochschule Niederrhein
- Holger Runge, Künstler und Graphiker
- Wolfgang Schmitz, Professor an der Hochschule für Gestaltende Kunst und Musik in Bremen
- Gerolf Schülke, Kunsterzieher und fachpolitische Tätigkeit im Kunsterzieherverband
- Ilsabe Schülke, Kunsterzieherin, Konzeption und Realisation von Ausstellungen
- Rolf Sackenheim, Künstler und Graphiker
- Pientia Selhorst, Malerin und Missionarin
- Rendel Simonti, Kunsterzieherin; Übersetzungen, Publikationen und Ausstellungen
- Gerhard Wind, Maler und Grafiker
- Irmgard Zepf, Professur für Kunsterziehung an der Universität zu Köln

## Einzelausstellungen
- Haus der Kameradschaft der deutschen Künstler, Berlin, 1940
- Galerie Michael Hertz, Bremen, 1949
- Kunstpavillon, Soest, 1961
- Zum sechzigsten Geburtstag sechzig Radierungen, 15. Ausstellung im Haus van der Grinten, Kranenburg, 1962
- Radierungen, Kunstverein Herford, 1963
- Graphik 1930–1960, Von der Heydt-Museum, Wuppertal, Galerie Michael Hertz, Bremen, 1978
- Krefelder Kunstverein, 1979
- Städtische Galerie Ravensburg, 1979[7]
- Zum 85. Geburtstag, Druckgraphik der Jahre 1929–1961, Clemens Sels Museum, Neuss, 1987
- Retrospektive, Otto Coester, Kunstverein für die Rheinlande und Westfalen, Düsseldorf, 1989
- Etsningar, Kunsthalle Uppsala, 1980
- Galleria Incontro d’arte, Rom, 1981
- Radierungen, Palais Rastede und Nationalgalerie Prag, 1990
- Otto Coester, 70 Radierungen aus den Jahren 1934–1962, Kunsttraum 27, Brigitte und Clemens Hillebrand Köln, 2012

## Ausstellungsbeteiligungen
- Rheinische Sezession, Düsseldorf, 1926
- Salon international de la Médaille, Paris, 1930
- Tentoonstelling Westfaalsch-Nederrijnsche Kunst, Amsterdam, 1941
- Biennale, Venedig, 1948
- Rheinische Künstler, Palais de New York, Paris, 1950
- documenta II, Kassel, 1959
- Otto Coester und Christel Fausel, Inter Art Galerie Reich, Köln, 1981
- Deutsche Graphik der Gegenwart, Museum Ludwig, Köln, 1982
- Le siècle de Kafka, Centre Pompidou, Paris, 1985

## Sammlungen (Auswahl)
- Westfälische Landesmuseum für Kunst und Kulturgeschichte, Münster
- Sprengel Museum, Hannover
- Von der Heydt-Museum, Wuppertal
- Städtische Gustav-Lübcke-Museum, Hamm
- Karl-Ernst-Osthaus-Museum, Hagen
- Staatliche Kunstsammlungen Dresden
- Uffizien, Florenz
- Staatsgalerie Stuttgart
- Sammlung Christine Fausel, Wilhelmsdorf
- Sammlung Holger Runge, Neuss-Weckhoven
- Sammlung Heinrich Schiffer-Tibus
- Sammlung Hans van der Grinten
- Sammlung Staatliche Eremitage, St. Petersburg